# 1988-as MotoGP-világbajnokság
Az 1988-as MotoGP-világbajnokság volt a jubileumi, 40. gyorsaságimotoros-világbajnoki szezon.

## Összefoglaló
Ebben az évben Eddie Lawson szerette volna visszaszerezni elvesztett világbajnoki címét, melyet előző évben Wayne Gardnerrel szemben elvesztett. Ez végül sikerült is neki, hét győzelmet aratott az idény során, és végül 252 ponttal, 23-mal megelőzve Gardnert lett világbajnok. A kategóriában két újonc, Wayne Rainey és Kevin Schwantz volt. Mindkét amerikai versenyzőnek sikerült futamot nyernie, Rainey harmadik, Schwantz nyolcadik lett összetettben. Ebben az évben rendezték meg 23 év után az amerikai nagydíjat, Laguna Secában.
A félliteres gyári gépek V4-es blokkot kaptak. Új istálló volt a géposztályban a Cagiva, amely Randy Mamolát szerződtette versenyzőnek. Ebben a géposztályban a spanyol Sito Pons diadalmaskodott, aki mindössze 10 ponttal előzte meg honfitársát, Juan Garrigát.
A 125, valamint a 80 köbcentimétereseknél egyaránt Jorge Martínez lett a világbajnok.

## Versenyek
| #  | Verseny             | Helyszín     | 80 cm³ győztes    | 125 cm³ győztes | 250 cm³ győztes  | 500 cm³ győztes | Összefoglaló |
| -- | ------------------- | ------------ | ----------------- | --------------- | ---------------- | --------------- | ------------ |
| 1  | japán nagydíj       | Suzuka       |                   |                 | Anton Mang       | Kevin Schwantz  | Összefoglaló |
| 2  | amerikai nagydíj    | Laguna Seca  |                   |                 | Jim Filice       | Eddie Lawson    | Összefoglaló |
| 3  | spanyol nagydíj     | Jarama       | Stefan Dörflinger | Jorge Martínez  | Sito Pons        | Kevin Magee     | Összefoglaló |
| 4  | Expo 92 nagydíj     | Jerez        | Jorge Martínez    |                 | Juan Garriga     | Eddie Lawson    | Összefoglaló |
| 5  | nemzetek nagydíja   | Imola        | Jorge Martínez    | Jorge Martínez  | Dominique Sarron | Eddie Lawson    | Összefoglaló |
| 6  | német nagydíj       | Nürburgring  | Jorge Martínez    | Ezio Gianola    | Luca Cadalora    | Kevin Schwantz  | Összefoglaló |
| 7  | osztrák nagydíj     | Salzburgring |                   | Jorge Martínez  | Jacques Cornu    | Eddie Lawson    | Összefoglaló |
| 8  | holland nagydíj     | Assen        | Jorge Martínez    | Jorge Martínez  | Juan Garriga     | Wayne Gardner   | Összefoglaló |
| 9  | belga nagydíj       | Spa          |                   | Jorge Martínez  | Sito Pons        | Wayne Gardner   | Összefoglaló |
| 10 | jugoszláv nagydíj   | Fiume        | Jorge Martínez    | Jorge Martínez  | Sito Pons        | Wayne Gardner   | Összefoglaló |
| 11 | francia nagydíj     | Paul Ricard  |                   | Jorge Martínez  | Jacques Cornu    | Eddie Lawson    | Összefoglaló |
| 12 | brit nagydíj        | Donington    |                   | Ezio Gianola    | Luca Cadalora    | Wayne Rainey    | Összefoglaló |
| 13 | svéd nagydíj        | Anderstorp   |                   | Jorge Martínez  | Sito Pons        | Eddie Lawson    | Összefoglaló |
| 14 | csehszlovák Nagydíj | Brno         | Jorge Martínez    | Jorge Martínez  | Juan Garriga     | Wayne Gardner   | Összefoglaló |
| 15 | brazil nagydíj      | Goiánia      |                   |                 | Dominique Sarron | Eddie Lawson    | Összefoglaló |

## Az 500 cm³ végeredménye
| #  | Versenyző           | Rajtszám | Ország             | Motor                    | Pont | Győzelmek |
| -- | ------------------- | -------- | ------------------ | ------------------------ | ---- | --------- |
| 1  | Eddie Lawson        | 3        | USA                | Marlboro Yamaha          | 252  | 7         |
| 2  | Wayne Gardner       | 1        | Ausztrália         | Rothmans Honda           | 229  | 4         |
| 3  | Wayne Rainey        | 17       | USA                | Lucky Strike Yamaha      | 189  | 1         |
| 4  | Christian Sarron    | 7        | Franciaország      | Gauloises Yamaha         | 149  | 0         |
| 5  | Kevin Magee         | 16       | Ausztrália         | Lucky Strike Yamaha      | 138  | 1         |
| 6  | Niall Mackenzie     | 5        | Egyesült Királyság | Rothmans Honda           | 125  | 0         |
| 7  | Didier de Radiguès  | 12       | Belgium            | Marlboro Yamaha          | 120  | 0         |
| 8  | Kevin Schwantz      | 34       | USA                | Pepsi Suzuki             | 119  | 2         |
| 9  | Pierfrancesco Chili | 8        | Olaszország        | HB Honda                 | 110  | 0         |
| 10 | Rob McElnea         | 10       | Egyesült Királyság | Pepsi Suzuki             | 83   | 0         |
| 11 | Ron Haslam          | 4        | Egyesült Királyság | Elf-ROC Honda            | 68   | 0         |
| 12 | Randy Mamola        | 2        | USA                | Cagiva                   | 58   | 0         |
| 13 | Jacusiro Sundzsi    | 9        | Japán              | Rothmans Honda           | 57   | 0         |
| 14 | Patrick Igoa        | 14       | Franciaország      | Sonauto-Gauloises Yamaha | 44   | 0         |
| 15 | Taira Tadahiko      | 6        | Japán              | Tech-21 Yamaha           | 36   | 0         |
| 16 | Alessandro Valesi   | 27       | Olaszország        | Iberna Honda             | 26   | 0         |
| 17 | Marco Papa          | 22       | Olaszország        | Greco Honda              | 17   | 0         |
| 18 | Roger Burnett       | 11       | Egyesült Királyság | Katayama Honda           | 15   | 0         |
| 19 | Mike Baldwin        | 18       | USA                | Katayama Honda           | 14   | 0         |
| 20 | Raymond Roche       | 21       | Franciaország      | Cagiva                   | 13   | 0         |

## A 250 cm³ végeredménye
| #  | Versenyző            | Rajtszám | Ország        | Motor  | Pont | Győzelmek |
| -- | -------------------- | -------- | ------------- | ------ | ---- | --------- |
| 1  | Sito Pons            | 3        | Spanyolország | Honda  | 231  | 4         |
| 2  | Juan Garriga         | 11       | Spanyolország | Honda  | 221  | 3         |
| 3  | Jacques Cornu        | 9        | Svájc         | Honda  | 166  | 2         |
| 4  | Dominique Sarron     | 4        | Franciaország | Honda  | 158  | 2         |
| 5  | Reinhold Roth        | 2        | NSZK          | Honda  | 158  | 0         |
| 6  | Luca Cadalora        | 7        | Olaszország   | Yamaha | 136  | 2         |
| 7  | Jean-Philippe Ruggia |          | Franciaország | Yamaha | 104  | 0         |
| 8  | Anton Mang           | 1        | NSZK          | Honda  | 87   | 1         |
| 9  | Carlos Cardús        | 5        | Spanyolország | Honda  | 71   | 0         |
| 10 | Simizu Maszahiro     |          | Japán         | Honda  | 68   | 0         |

## A 125 cm³ végeredménye
| #  | Versenyző          | Rajtszám | Ország        | Motor | Pont | Győzelem |
| -- | ------------------ | -------- | ------------- | ----- | ---- | -------- |
| 1  | Jorge Martinez     |          | Spanyolország | Derbi | 197  | 9        |
| 2  | Ezio Gianola       | 6        | Olaszország   | Honda | 168  | 2        |
| 3  | Hans Spaan         |          | Hollandia     | Honda | 110  | 0        |
| 4  | Julián Miralles    | 3        | Spanyolország | Honda | 104  | 0        |
| 5  | Domenico Brigaglia | 4        | Olaszország   | Rotax | 69   | 0        |
| 6  | Gastone Grassetti  |          | Olaszország   | Honda | 66   | 0        |
| 7  | Adi Stadler        |          | NSZK          | Honda | 63   | 0        |
| 8  | Stefan Prein       |          | NSZK          | Honda | 59   | 0        |
| 9  | Lucio Pietroniro   | 9        | Belgium       | Honda | 56   | 0        |
| 10 | Gerhard Waibel     |          | NSZK          | Honda | 52   | 0        |

## A 80 cm³ végeredménye
| #  | Versenyző          | Rajtszám | Ország        | Motor   | Pont | Győzelem |
| -- | ------------------ | -------- | ------------- | ------- | ---- | -------- |
| 1  | Jorge Martínez     | 1        | Spanyolország | Derbi   | 137  | 6        |
| 2  | Àlex Crivillé      |          | Spanyolország | Derbi   | 90   | 0        |
| 3  | Stefan Dörflinger  | 4        | Svájc         | Krauser | 77   | 1        |
| 4  | Manuel Herreros    | 2        | Spanyolország | Derbi   | 69   | 0        |
| 5  | Peter Öttl         | 5        | NSZK          | Krauser | 65   | 0        |
| 6  | Bogdan Nikolov     |          | Bulgária      | Krauser | 55   | 0        |
| 7  | Juhász Károly      |          | Magyarország  | Krauser | 54   | 0        |
| 8  | Jos van Dongen     |          | Hollandia     | Casal   | 47   | 0        |
| 9  | Giuseppe Ascareggi |          | Olaszország   | BBFT    | 46   | 0        |
| 10 | Gabriele Gnani     |          | Olaszország   | Gnani   | 36   | 0        |